# Speocera crassibulba
Speocera crassibulba is een spinnensoort uit de familie Ochyroceratidae. De soort komt voor in Java.